# Betahistina
El principio activo betahistina  pertenece a un grupo de medicamentos llamados fármacos antivertiginosos. Está disponible en tabletas de 8 mg, 16 mg, o 24 mg.
Esta sustancia es un análogo sintético de la histamina y se utiliza para el tratamiento del síndrome de Menière, trastorno que se caracteriza por presentar los siguientes síntomas: vértigos (con náuseas y vómitos), pérdida de audición y acúfenos (sensación de ruido dentro del oído).

## Indicación
Tratamiento del vértigo asociado al síndrome de Ménière. trastorno que se caracteriza por presentar los siguientes síntomas: vértigos (con náuseas y vómitos), pérdida de audición y acúfenos (sensación de ruido dentro del oído).

## Contraindicaciones
En los siguientes casos:
- hipersensibilidad al medicamento
- Feocromocitoma
- Embarazo y lactancia
- Pacientes con antecedentes de enfermedad úlcero péptica o en fase activa
- Asma bronquial
- Porfiria.

## Advertencias y precauciones
Puesto que la betahistina es un análogo de la histamina, se administrará con precaución en casos de asma bronquial o gastritis. Aunque no existe evidencia de teratogenia en experimentación animal, no se recomienda su utilización en el embarazo, a no ser que, a juicio médico, el beneficio a obtener compense posibles riesgos. Se ignora si este medicamento es excretado en cantidades significativas con la leche materna y si ello pudiese afectar al niño. Se recomienda suspender la lactancia materna o evitar la administración de este medicamento. Se recomienda evitar la conducción de vehículos livianos o maquinaria pesada durante la administración del medicamento

## Posología
La dosis usual es de 8 miligramos (mg) (un comprimido) tres veces al día en función de la respuesta del paciente. No deben superarse los 48 mg diarios. Para obtener buenos resultados se necesita seguir un tratamiento prolongado. La betahistina no está indicada en niños.

## Efectos adversos
Raramente pueden producirse molestias gástricas, que se minimizan tomando el medicamento junto con las comidas. También se ha observado la producción de erupciones cutáneas.
Trastornos del sueño de tipo insomnio y terrores nocturnos.

## Interacción medicamentosa
Teóricamente los antihistamínicos pueden antagonizar la acción de la betahistina, aunque no se han informado casos clínicos en los que se haya dado tal interacción.